# Klub Sportowy Pałac Bydgoszcz 2015-2016
Questa voce raccoglie le informazioni riguardanti il Klub Sportowy Pałac Bydgoszcz nelle competizioni ufficiali della stagione 2015-2016.

## Organigramma societario
Area direttiva
- Presidente: Waldemar Sagan

Area tecnica
- Allenatore: Adam Grabowski
- Allenatore in seconda: Dawid Pawlik

## Rosa
| N° | Nome                  | Ruolo | Data di nascita  | Nazionalità sportiva |
| -- | --------------------- | ----- | ---------------- | -------------------- |
| 4  | Marta Ziółkowska      | C     | 2 novembre 1995  | Polonia              |
| 5  | Natalia Zemtsova      | S     | 7 settembre 1984 | Ucraina              |
| 6  | Natalia Krawulska     | S     | 23 giugno 1988   | Polonia              |
| 7  | Karolina Portalska    | L     | 6 gennaio 1999   | Polonia              |
| 8  | Ewelina Krzywicka     | S     | 10 agosto 1992   | Polonia              |
| 9  | Pola Nowakowska       | L     | 30 gennaio 1996  | Polonia              |
| 10 | Joanna Jagodzińska    | S     | 25 novembre 1999 | Polonia              |
| 11 | Zuzanna Czyżnielewska | S/O   | 24 aprile 1992   | Polonia              |
| 12 | Małgorzata Śmieszek   | C     | 11 luglio 1996   | Polonia              |
| 13 | Paulina Bałdyga       | P     | 24 luglio 1996   | Polonia              |
| 14 | Marlena Pleśnierowicz | P     | 9 gennaio 1992   | Polonia              |
| 15 | Weronika Fojucik      | C     | 3 marzo 1996     | Polonia              |